# Жив или мртав (филм)
Жив или мртав (Dead or Alive　犯罪者 Деддо оа араибу: Ханзаиша), често представљен скраћеницом DOA (Дии о еи), је јапански акциони филм из 1999. режисера Такашија Миикеа. У главним улогама су Рики Такеучи, који глуми кинеског шефа тријада и бившег јакузу Рјуичија, и Шоу Акаиви, који глуми јапанског полицајца, детектива Џоџиму. Главна тема филма је њихов сусрет и сукоб након тога. Ово је први део трилогије, први наставак је Жив или мртав 2: Птице, из 2000, а други наставак и последњи део трилогије је Жив или мртав: Финале издат 2002. 

## Радња
Рјуичи и његова криминална група се боре за контролу над јапанским подземљем у токијској четврти Шинџуку, која врви од криминала, док детектив Џоџима покушава да стане на пут криминалу тако што ће изазвати улични рат између тријада и јакуза. Рјуичи и Џоџима се сукобљују.

## Особености
Филм има намерно апсурдан крај, у коме два архинепријатеља користе све јача и јача оружја, док један од њих не извуче ракетни бацач, наизглед ни из чега (видети Простор за чекић) и испаљује га, док други из свог тела вади нешто за шта се може претпоставити да је душа и баца на непријатеља у „хадокен“ стилу. Судар пројектила изазива експлозију кога гута место борбе, а затим и цео Јапан, не престајући да се шири. Ову сцену многи виде као метафору за судбину ликова чији је усуд да се међусобно униште, без обзира на контекст.

## Dead or Aliveсеријал филмова
Филмови из ове трилогије нису међусобно повезани, осим у чињеници да је сва три филма режирао Такаши Миике, и да у сваком глуме Рики Такеучи и Шо Аикава, који увек представљају ликове на супротним странама закона. Ови филмови садрже и сцене експлицитног насиља и перверзија, карактеристичне за Миикеов редитељски проседе.